# Poëta-Raisse-Schlucht
Die Poëta-Raisse-Schlucht liegt südlich von Môtiers (Val-de-Travers). „Poëta“ kommt aus dem Dialekt und bedeutet „hässlich“, eine Bezeichnung die diese Schlucht erhielt, bevor die Schlucht durch den heute gut erhaltenen Wanderweg erschlossen wurde. Ausserdem wurden um das 19./20. Jahrhundert Brücken errichtet, die allerdings immer wieder einmal von Hochwassern weggerissen wurden.
Durch die Poëta-Raisse gelangt man nach Osten auf den Creux-du-Van und nach Westen auf den Chasseron. Die Poëta-Raisse liegt grösstenteils im Kanton Waadt.